# Військовозобов'язаний
Військовозобов'я́заний — правовий статус особи, яка перебуває на військовому обліку держави та може бути призваною до військової служби за потреби.
До обов'язків військовозобов'язаних також входить періодичне оновлення даних про себе у військовому реєстрі, медичні огляди, тренувальні збори, а також відповідальність перед законом за ухилення від цих обов'язків.
В українському законодавстві, статус військовозобов'язаного визначений Законом України «Про військовий обов'язок і військову службу» поруч зі статусами допризовник, призовник, військовослужбовець і резервісти.

## Правові моделі

Пострадянський кластер

Через значні відмінності між законодавствами різних держав прямих відповідників статусу українського військовозобов'язаного закордоном немає. Втім можна виокремити кілька кластерних правових моделей, що мають схожі поняття.

### Пострадянська
Країни: Україна, Білорусь, Росія, Казахстан, Вірменія, Киргизстан
Пострадянська модель передбачає суворе адміністрування, зокрема повістки, заборони на виїзд із держави, кримінальну відповідальність за ухилянство.
Пострадянський кластер успадковує призовну систему Російської імперії та радянського законодавства. Сучасні Україна, Білорусь, Росія, Казахстан, Вірменія та Киргизстан мають спільну термінологію (військовозобов’язаний / военнообязанный / ваеннаабавязаны) й інституції військкоматів (ТЦК) для обліку населення. 

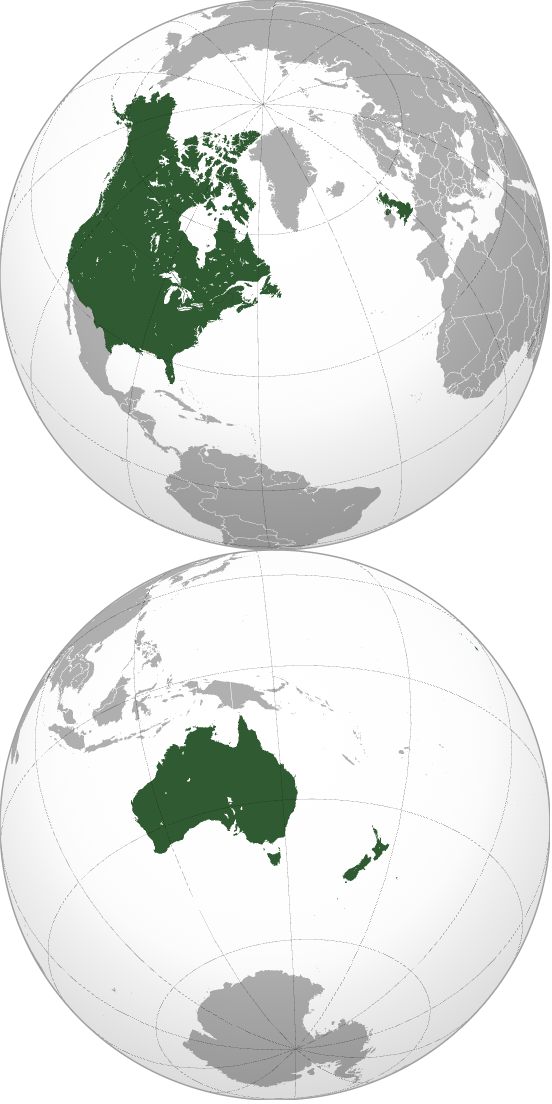
Англо-саксонський кластер

### Англо-саксонська
Країни: США, Велика Британія, Канада, Австралія, Нова Зеландія
Англо-саксонська модель передбачає здебільшого добровольчі професійні збройні сили без обов'язкового призову у мирний час. Проте в США існує зобов'язання ставання на військовий облік громадян чоловічої статі у віці 18–25 років у системі «Selective Service». Така реєстрація не передбачає активної служби, але дозволяє у випадку надзвичайної ситуації швидко мобілізувати резерв за рішенням уряду.
У Великій Британії, Канаді, Австралії та Новій Зеландії немає обов'язку ставання на військовий облік, але законодавство передбачає механізми для можливого відновлення призову (наприклад, під час війни). Ця модель виникла після відмови від загального призову в середині XX століття, коли країни перейшли до професійних військ, зберігаючи при цьому юридичні можливості для надзвичайних ситуацій.
Таким чином, англо-саксонська правова модель є більш гнучкою порівняно з традиційними системами призову, оскільки робить акцент на добровільності й професійності військової служби, залишаючи за державою можливість швидко активізувати призов лише в крайніх випадках.

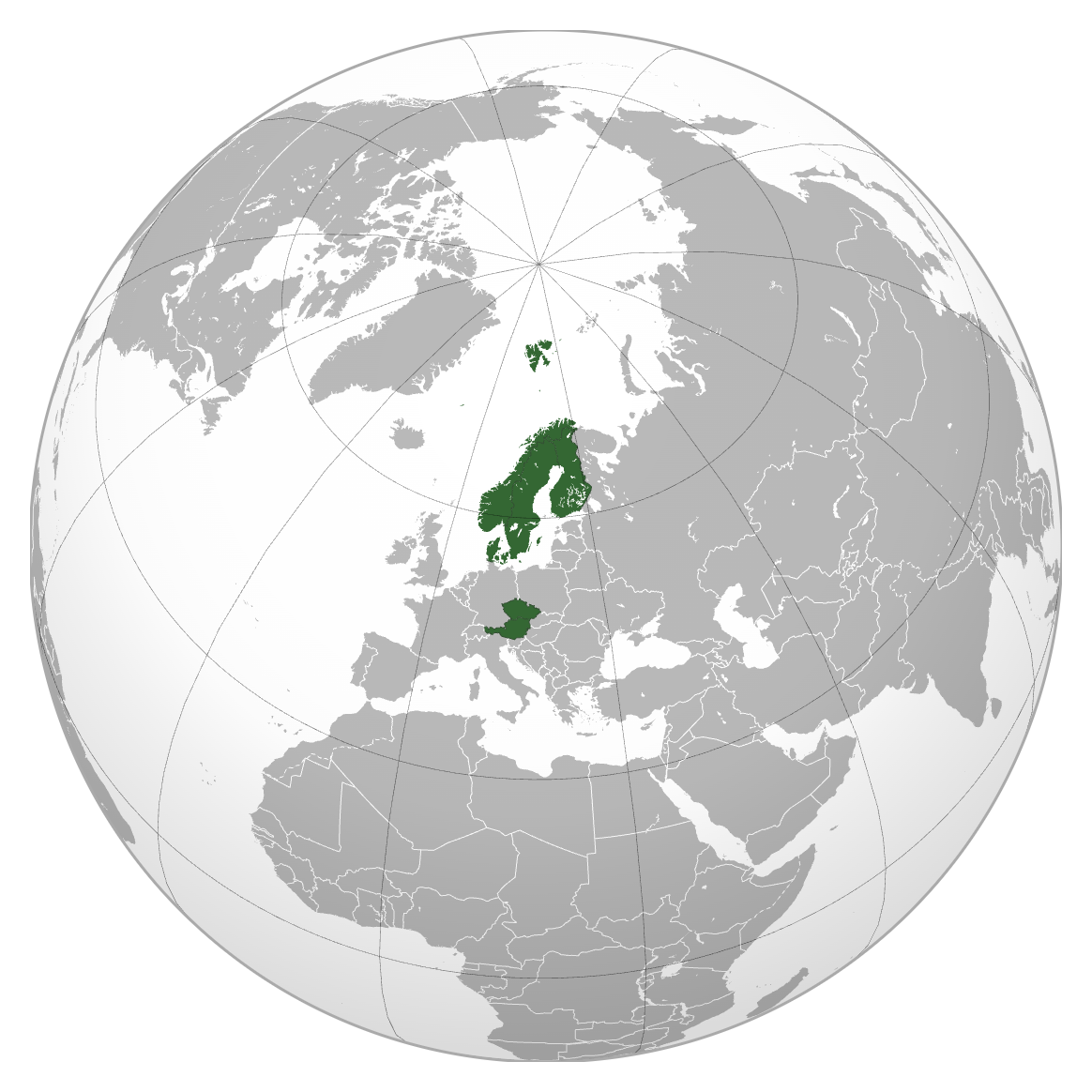
Нордично-германський кластер

### Нордично-германська
Країни: Швейцарія, Фінляндія, Норвегія, Швеція, Данія, Австрія, раніше Німеччина (до 2011)
Нордично-германська модель передбачає короткий базовий курс військової підготовки, тривалий період резерву та регулярні рефреш-збори (2-3 тижні на рік).
Підтримується висока бойова готовність без великого постійного війська, а соціальна легітимність забезпечується рівним розподілом обов’язку, розвиненою альтернативною цивільною службою та поступовою інтеграцією жінок.
Корінням цієї моделі є прусська ідея «народного війська» XIX століття та швейцарська система міліції.

Східноазійський кластер

### Східноазійська
Країни: Південна Корея, Тайвань, Сінгапур, В'єтнам, Китай (де-факто)
Східноазійська модель передбачає довгу активну службу (18-24 місяців, у В'єтнамі — до 30 місяців) і тривалий активний резерв (6-10 років).
Система сформована під впливом японської імперської моделі та постійної зовнішньої загрози. Ухилянство контролюється шляхом кримінальної відповідальності і соціального остракізму. Резервісти проходять обов’язкові збори (у Кореї — 3 дні на рік перші 4 роки), після чого переводяться до територіальної оборони. У країнах кластеру досі тривають дебати про скорочення строку служби та професіоналізацію.

## Законодавство

### Україна
В українському законодавстві, військовозобов'язаний — особа, яка перебуває у запасі для комплектування Збройних Сил України та інших військових формувань на особливий період, а також для виконання робіт із забезпечення оборони держави.
|                                                               | військовозобов'язані — особи, які перебувають у запасі для комплектування Збройних Сил України та інших військових формувань на особливий період, а також для виконання робіт із забезпечення оборони держави; |
| — ЗАКОН УКРАЇНИ «Про військовий обов'язок і військову службу» | |

Інші категорії осіб щодо військового обов'язку, згідно з законом: допризовники, призовники, військовослужбовці, резервісти.